# 小行星6991
小行星6991（6991 Chichibu）是一颗绕太阳运转的小行星，为主小行星带小行星。该小行星于1995年1月6日发现。

## 轨道参数
小行星6991的轨道半长轴为2.4009061 UA，离心率为0.204。